# Michael Jost
Michael Jost (* 26. September 1988 in Berlin) ist ein deutscher Basketballspieler.

## Laufbahn
Jost spielte in seiner Heimatstadt Berlin zunächst für den TSV Rudow 1888. In der Saison 2007/08 kam er für Central Hoops Berlin zu Einsätzen im Herrenbereich in der ersten Regionalliga und wechselte im Dezember 2007 zum RSV Eintracht in die 2. Bundesliga ProB.
Zur Saison 2009/10 ging Jost zu Science City Jena in die 2. Bundesliga ProA. Dank einer Doppellizenz war er auch für den Erstligisten Mitteldeutscher BC einsatzberechtigt. 
In den kommenden Jahren folgten Stationen bei mehreren Vereinen der 2. Bundesliga ProA, ehe Jost 2015 vom Bundesligisten Crailsheim Merlins verpflichtet wurde. Anders als in der Saison 2009/10, als er beim MBC nur einen Kurzeinsatz in Deutschlands höchster Spielklasse zugestanden bekam, stand er für Crailsheim in der Saison 2015/16 in 31 Bundesliga-Partien im Schnitt zwölf Minuten lang auf dem Feld und erzielte statistisch 3,4 Punkte pro Begegnung. Jost verpasste mit seiner Mannschaft in dieser Saison den Klassenverbleib in der Bundesliga, blieb dem Verein aber auch nach dem Abstieg in die 2. Bundesliga ProA treu. Im Mai 2018 gelang Jost mit den Hohenlohern als Vizemeister der ProA der Aufstieg in die Bundesliga. Er verließ Crailsheim nach diesem Erfolg und wechselte zum ProA-Neuling Rostock Seawolves. In der Saison 2021/22 schaffte er auch mit Rostock den Erstliga-Aufstieg, Jost war Kapitän der Mannschaft. Anschließend zog er sich in Rostocks zweite Mannschaft zurück, mit der er 2023 den Meistertitel in der 2. Regionalliga Nord gewann und in die 2. Bundesliga ProB (die Rostocker Mannschaft übersprang dank der erteilten ProB-Teilnahmeberechtigung die 1. Regionalliga) aufstieg. Im selben Jahr wurde er mit Rostock deutscher Ü35-Meister. Aus der zweiten Rostocker Mannschaft schied der 2024 aus, Ende Januar 2025 kehrte er zurück.